# Seidenhaarige Schizogyne
Die Seidenhaarige Schizogyne (Schizogyne sericea) ist eine Pflanzenart aus der Gattung Schizogyne innerhalb der Familie der Korbblütler (Asteraceae). Sie kommt in Makaronesien vor.

## Beschreibung

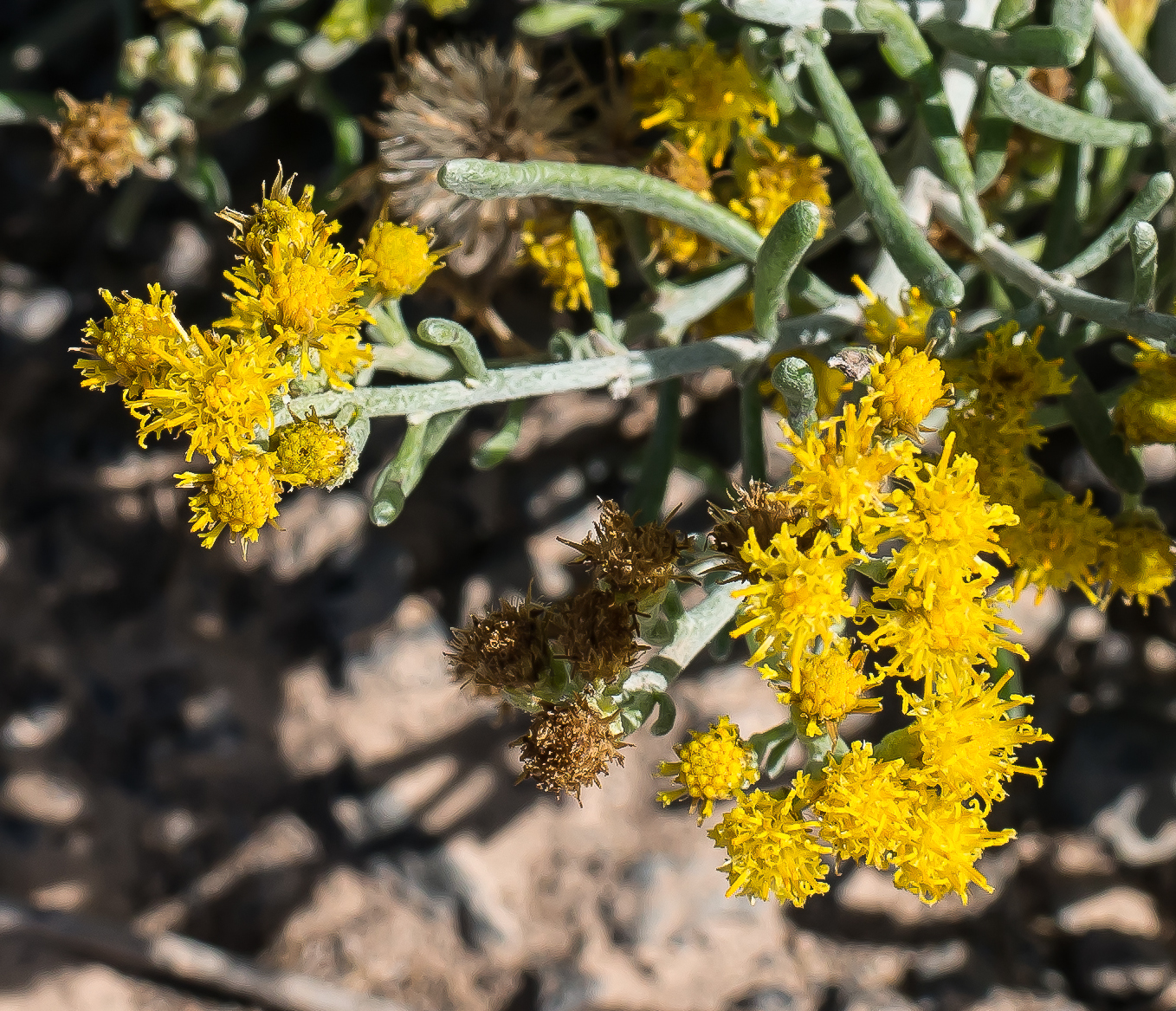
Laubblätter und Gesamtblütenstände mit Blütenkörbchen

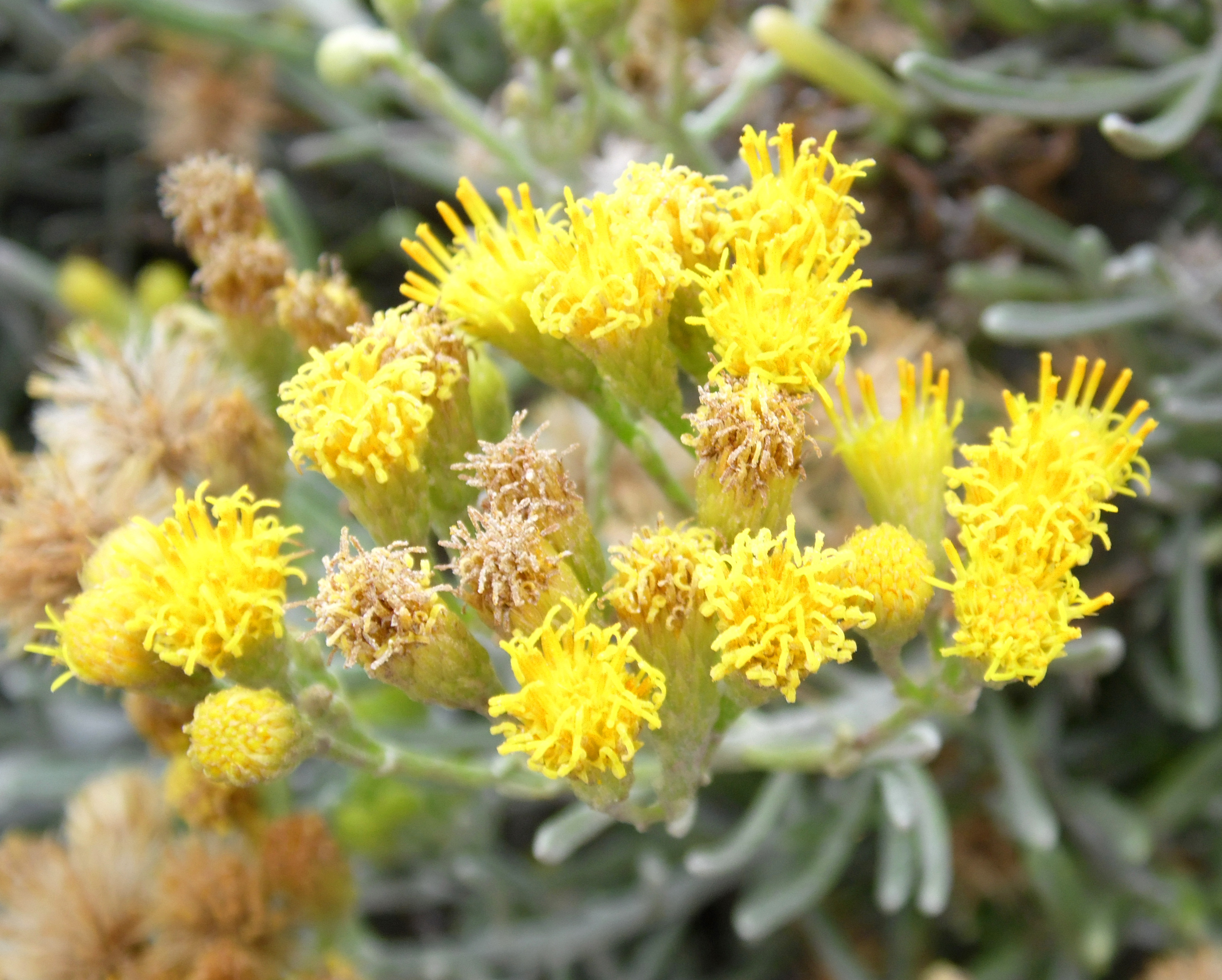
Blütenkörbchen im Detail, beispielsweise sind die zwei Griffeläste der Blüten erkennbar

### Vegetative Merkmale
Die Seidenhaarige Schizogyne wächst als Strauch und erreicht Wuchshöhen von 30 bis 100 Zentimetern. Die oberirdischen Pflanzenteile seidig silbrig-weiß behaart. Die fleischigen, stumpfen Laubblätter sind bei einer Länge von 3 bis 5 Zentimetern linealisch.

### Generative Merkmale
Die Blütezeit liegt zwischen Februar und Juni. In dichten trugdoldigen Gesamtblütenständen stehen einige körbchenförmige Teilblütenstände zusammen. Die Blütenkörbchen weisen einen Durchmesser von 5 bis 6 Millimetern auf. Es sind mehrere Reihen gelblicher, häutiger Hüllblätter vorhanden. Die Blütenkörbchen enthalten meist nur Röhrenblüten; Zungenblüten fehlen oder sind nur sehr kurz. Die Blüten sind gelb. Die Narbe ist tief zweispaltig.
Die behaarten Achänen besitzen eine Reihe von Borsten.

### Chromosomenzahl
Die Chromosomenzahl beträgt 2n = 18.

## Vorkommen
Die Seidenhaarige Schizogyne ist eine in Makaronesien endemische Art. Sie kommt auf allen  Kanarischen Inseln vor sowie auf der zu Madeira gehörenden Inselgruppe Ilhas Selvagens. Ihr Vorkommen auf Fuerteventura ist allerdings fraglich. Sie wächst in Küstennähe im Sukkulentenbusch. Im südlichen Gran Canaria wird sie durch die Kahle Schizogyne (Schizogyne glaberrima DC.) ersetzt.

## Taxonomie
Die Erstveröffentlichung erfolgte 1772 unter den Namen (Basionym) Chrysocoma  sericea durch Carl von Linné. Die Neukombination zu Schizogyne sericea (L. fil.) DC. wurde 1836 durch Augustin-Pyrame de Candolle veröffentlicht. Weitere Synonyme für Schizogyne sericea (L. fil.) DC. sind: Conyza  sericea Aiton, Inula schizogyne Masf.
Der Gattungsname Schizogyne leitet sich vom griechischen Wort σχίζειν -schizein für spalten ab und bezieht sich auf die tief gespaltene Narbe. Das Artepitheton sericea kommt vom lateinischen Wort sericeus und bedeutet seidig.